# Bathypterois longipes
Bathypterois longipes es una especie de pez del género Bathypterois, familia Ipnopidae. Fue descrita científicamente por Günther en 1878.
Se distribuye por el Océano Atlántico: sur de Cabo Verde; frente a Cabo Blanco y suroeste de África, frente a Uruguay en el Atlántico Sur. También en localidades muy dispersas en el Pacífico. La longitud estándar (SL) es de 24,9 centímetros. Habita en aguas profundas y se alimenta de crustáceos planctónicos. Puede alcanzar los 5610 metros de profundidad.
Está clasificada como una especie marina inofensiva para el ser humano.